# پوپووو (گمینا تووخووو)
پوپووو (به لهستانی:  Popowo) یک روستا در لهستان است که در گمینا تووخووو واقع شده‌است.